# Ryan Corr
Ryan Corr (Melbourne, Victoria; 15 de enero de 1989) es un actor australiano, conocido por haber interpretado a Sheng Zammett en la serie Silversun, a Matthew McDougal en The Sleepover Club, a Eric Tanner en Blue Water High y a Coby Jennings en la serie Packed to the Rafters.

## Biografía
Ryan tiene una hermana menor Alyce Corr.
Es amigo de la actriz Shari Sebbens.
Salió con la actriz Gabrielle Scollay, a quien conoció en la serie Blue Water High.
En el 2011 comenzó a salir con la actriz Dena Kaplan, pero la relación terminó en el 2013.
Actualmente Ryan sale con Kyla Bartholomeusz.

## Carrera
Su primera actuación en la televisión fue en The Sleepover Club en donde interpretó a Matthew McDougal.
Un año después en el 2004 obtuvo el papel de Sheng Zamett en la serie Silversun. 
En el 2005 apareció como invitado en series como Scooter: Secret Agent y en Blue Heelers.
En el 2006 interpretó a Charlie Hoyland en un episodio de la aclamada serie australiana Neighbours. Ese mismo año se unió al elenco principal de la segunda temporada de la serie Blue Water High en donde interpretó al surfista Eric Tanner.
En el 2009 se unió al elenco principal de la exitosa serie australiana Packed to the Rafters donde interpretó a Coby Jennings, hasta el final de la serie el 2 de julio de 2013.
En el 2010 apareció en los últimos episodios de la tercera temporada de la serie Underbelly: The Golden Mile donde interpretó a Michael "Doc" Kanaan, teniente y miembro de la banda de DK un conocido traficante de drogas. 
Ese mismo año apareció en series como Tangle donde interpretó a Isaac.
En el 2014 se unió al elenco del drama Love Child donde interpreta a Johnny Lowry, hasta ahora. En septiembre del mismo año se anunció que se había unido al elenco de la serie The Moodys, la cual es la secuela de la serie A Moody Christmas.
En marzo del 2014 se anunció que Ryan aparecería en la serie Banished donde dará vida al soldado MacDonald, la serie fue estrenada en el 2015.

En el 2022 se unió al elenco del mundo de Juego de Tronos en la nueva serie La casa del Dragónn donde interpreta Ser Harwin Strong también conocido como "El rompehueso", hijo mayor de lord Lyonel Strong. Su papel ha cobrado gran protagonismo el hecho de haberse desvelado uno de los secretos que algunos ya conocíamos gracias a Canción de Hielo y Fuego de George R. R. Martin: es el padre biológico de los tres primeros hijos de la Reina Rhaenyra Targaryen.</Ref>

## Filmografía

### Series de televisión
| Año         | Título                      | Personaje            | Notas                           |
| ----------- | --------------------------- | -------------------- | ------------------------------- |
| 2022        | La casa del dragón          | Harwin Strong        | Rol recurrente                  |
| 2021        | Wakefield                   | Ralf                 | 8 episodios                     |
| 2020        | The Secrets She Keeps       | Simon                | 6 episodios                     |
| 2019        | The Commons                 | Shay                 | Rol recurrente                  |
| 2019        | My Life Is Murder           | Samuel Morgan        | 1 episodio                      |
| 2019        | Bloom                       | Sam/Tommy Brydon     | 6 episodios                     |
| 2017        | Hoges                       | John "Strop" Cornell | 2 episodios - miniserie         |
| 2016        | Cleverman                   | Blair Finch          | 6 episodios - miniserie         |
| 2016        | Wanted                      | Chris Murphett       | 2 episodios - miniserie         |
| 2015        | Banished                    | Soldado MacDonald    | 7 episodios                     |
| 2014 - 2015 | Love Child                  | Johnny Lowry         | 9 episodios                     |
| 2014        | The Moodys                  | Sammy                | episodio "Sean's Day in Court"  |
| 2009 - 2013 | Packed to the Rafters       | Coby Jennings        | 60 episodios                    |
| 2012        | Redfern Now                 | Timmy                | episodio "Raymond"              |
| 2010        | Tangle                      | Isaac                | 4 episodios                     |
| 2010        | Underbelly: The Golden Mile | Michael Kanaan       | 4 episodios                     |
| 2006        | Blue Water High             | Eric Tanner          | 26 episodios                    |
| 2006        | Neighbours                  | Charlie Hoyland      | episodio "You're a Big Boy Now" |
| 2005        | Blue Heelers                | Zac Bronski          | episodio "Playing by the Book"  |
| 2005        | Scooter: Secret Agent       | Freddie              | episodio "Operation: Double Oh" |
| 2004        | Silversun                   | Sheng Zammett        | 26 episodios                    |
| 2003        | The Sleepover Club          | Matthew McDougal     | 25 episodios                    |

### Películas
| Año  | Título                      | Personaje         | Notas                                                                                                   |
| ---- | --------------------------- | ----------------- | --- |
| 2025 | Kangaroo                    | Chris Masterman   | |
| 2024 | Sting                       | Ethan             | |
| 2023 | Catching Dust               | Andy              | |
| 2020 | Furlough                    | Rodney            | Cortometraje                                                                                            |
| 2020 | High Ground                 | Braddock          | |
| 2019 | Below                       | Dougie            | |
| 2018 | María Magdalena             | Joseph            | junto a Rooney Mara, Joaquin Phoenix, Chiwetel Ejiofor, Tahar Rahim, Denis Ménochet y Tchéky Karyo      |
| 2017 | A Few Less Men              | Henry             | junto a Xavier Samuel, Deborah Mailman, Saskia Hampele, Sacha Horler, Shane Jacobson y Liam Graham      |
| 2017 | Hoges: The Paul Hogan Story | John Cornell      | junto a Justine Clarke, Josh Lawson, Laura Gordon y Sean Keenan                                         |
| 2016 | Hacksaw Ridge               | Lt. Manville      | junto a Teresa Palmer, Hugo Weaving, Andrew Garfield, Sam Worthington, Vince Vaughn y Rachel Griffiths  |
| 2015 | Holding the Man             | Timothy Conigrave | junto a Sarah Snook, Guy Pearce, Anthony LaPaglia, Kerry Fox, Lee Cormie y Mitchell Butel               |
| 2014 | The Water Diviner           | Art               | junto a Olga Kurylenko, Russell Crowe, Jai Courtney, Isabel Lucas, Damon Herriman y Jacqueline McKenzie |
| 2013 | Wolf Creek 2                | Paul Hammersmith  | junto a John Jarratt, Sarah Roberts y Shannon Ashlyn                                                    |
| 2012 | 6 Plots                     | Marty             | junto a Alice Darling, Saskia Hampele, Joey Coley-Sowry, Eliza Taylor, Damien Harrison y P.J. Lane      |
| 2012 | Not Suitable for Children   | Gus               | junto a Ryan Kwanten, Bojana Novakovic y Daniel Henshall                                                |
| 2011 | Blue Monday                 | Ryan              | corto - junto a Matt Levett                                                                             |
| 2010 | Before the Rain             | Max               | junto a Hugo Johnstone-Burt, Rick Donald, Johnny Nicolaidis, Kenji Fitzgerald y Lisa Gormley            |
| 2010 | Violet                      | Max               | - |
| 2009 | Where the Wild Things Are   | Amigo de Claire   | junto a Pepita Emmerichs                                                                                |
| 2007 | Piranha                     | Andy              | corto - junto a Andy McPhee, Laura Gordon e Irene Korsten                                               |

### Teatro
| Año  | Obra               | Personaje | Director (a)      | Teatro                | Notas                                                       |
| ---- | ------------------ | --------- | ----------------- | --------------------- | ----------------------------------------------------------- |
| 2016 | Arcadia            | -         | Richard Cottrell  | Drama Theatre         | junto a Josh McConville, Georgia Flood y Andrea Demetriades |
| 2014 | Cyrano de Bergerac | -         | Lindsay Posner    | Sydney Theatre        | junto a Eryn-Jean Norvill y Richard Roxburgh                |
| 2012 | Sex With Strangers | Ethan     | Jocelyn Moorhouse | Syney Theatre Company | junto a Jacqueline McKenzie                                 |

## Premios y nominaciones
| Año  | Categoría                             | Premio               | Película/Serie            | Resultado |
| ---- | ------------------------------------- | -------------------- | ------------------------- | --------- |
| 2016 | Most Outstanding Supporting Actor     | Logie Award          | Banished                  | Nominado  |
| 2016 | Best Lead Actor in a Television Drama | AACTA Award          | Holding the Man           | Nominado  |
| 2013 | Best Supporting Actor                 | AACTA Award          | Not Suitable For Children | Nominado  |
| 2011 | Most New Male Actor                   | Logie Award          | Packed to the Rafters     | Nominado  |
| 2011 | Most Outstanding New Talent           | Graham Kennedy Award | Packed to the Rafters     | Nominado  |
| 2010 | Media Super Out of the Box            | IF Award             | -                         | Ganador   |